# Łodzianin Roku
Łodzianin Roku – plebiscyt organizowany od 1992 roku przez Radio Łódź przy współudziale redakcji łódzkich mediów: „Dziennika Łódzkiego”, „Expressu Ilustrowanego”, „Gazety Łódzkiej”, łódzkiego oddziału TVP oraz TV Toya. Laureaci plebiscytu honorowani są statuetką.

## Historia
Jako pierwszy, plebiscyt Łodzianina Roku organizował tygodnik „Odgłosy”, od 1974 był współorganizowany z „Expressem Ilustrowanym”. Po raz pierwszy czytelnicy gazety wybierali w 1969 łodzianina roku 1968 Plebiscyt odbywał się rokrocznie – po raz ostatni wybrano prawdopodobnie Łodzianina Roku 1977. W latach 1984–1990 gazeta przyznawała nagrody za upowszechnianie kultury. W 1993 Radio Łódź reaktywowało plebiscyt, organizując wybory Łodzianina Roku 1992.
„Łodzianinem Roku” może zostać osoba zasłużona dla miasta, która poprzez swoje działania, zaangażowanie i udział w życiu miasta, najbardziej na ten tytuł zasłużyła. Laureat nagrody otrzymuje srebrno-mosiężną statuetkę, zaprojektowaną przez Krzysztofa Lecha. Kandydaci do tytułu byli zgłaszani przez redaktorów naczelnych łódzkich mediów. Od 17. edycji plebiscytu kandydatów zgłaszają fundacje, stowarzyszenia, organizacje kulturalne i społeczne działające w Łodzi, uczelnie wyższe oraz media. Następnie łodzianie głosują na 15 zgłoszonych kandydatów, wyłaniając pięć osób z największą liczbą głosów, spośród których Kapituła wybiera Łodzianina Roku.
Finały plebiscytu odbywały się na uroczystych galach, m.in. w Muzeum Miasta Łodzi, Centralnym Muzeum Włókiennictwa i w Centrum Promocji Mody Akademii Sztuk Pięknych.

## Laureaci plebiscytu

### Plebiscyt organizowany przez „Odgłosy”
- 1968 – Halina Krysińska, Stefan Just, Henryk Debich[8]
- 1969 – Bronisław Leszczyński, Izabela Nagórska i Władysław Rymkiewicz[9]
- 1970 – Roman Kaczmarek, Wacław Kondek, Andrzej Makowiecki, Irena Chojnacka[10]
- 1971 – Anna Rynkowska, Krystyna Kondratiuk, Maria Ryl, Teresa Wojtaszek-Kubiak[11]
- 1972 – Stefania Skwarczyńska, Bogusław Sochnacki, Leon Gomolicki[12]
- 1973 – Zdzisław Ciechanowski (cybernetyk), Jadwiga Andrzejewska, Andrzej Olczak (robotnik „Wifamy”)[13]
- 1974 – Henryk Czyż, Zdzisław Haś, Jadwiga Hryniewiecka, Michał Kuna[14]
- 1975 – Olga Olgina, Janina Szydlecka, Leszek Jezierski[15].
- 1976 – Tomasz Kiesewetter, Mieczysław Nowicki, Igor Sikirycki, Teresa Skoczylas[16]
- 1977 – Barbara Wójcicka, Kazimierz Dębski, Teresa May-Czyżowska, Tadeusz Chróścielewski[17]

### Plebiscyt organizowany przez „Odgłosy” jako nagroda za upowszechnianie kultury
- 1984 – Antoni Szram,
- 1985 – Sławomir Pietras[18][19],
- 1986 – Tadeusz Michalski (pedagog i działacz społeczny z Przedborza)[19]
- 1987: Ryszard Stanisławski
- 1988: Andrzej Mikołajczyk[20]

### Plebiscyt organizowany przez „Radio Łódź”
- 1992 – Jaromir Jedliński, Andrzej Ostoja-Owsiany i Andrzej Pawelec
- 1993 – Marek Markiewicz
- 1994 – Jerzy Kropiwnicki
- 1995 – Wacław Dec
- 1998 – Jan Machulski
- 1999 – Marek Edelman
- 2000 – Marcel Szytenchelm
- 2001 – ks. Piotr Turek
- 2002 – Piotr Dzięcioł
- 2003 – Tadeusz Robak
- 2004 – Marek Belka
- 2005 – Andrzej Niemczyk
- 2006 – Leszek Markuszewski
- 2007 – Krzysztof Candrowicz
- 2008 – Jolanta Chełmińska
- 2009 – Jacek Moll[21]
- 2010 – Marcin Gortat[22]
- 2011 – Radosław Wiśniewski[23]
- 2012 – Jerzy Janowicz[24]
- 2013 – nie wybierano[a]
- 2014 – Beata Konieczniak i Wojciech Szrajber[b][28]
- 2015 – nie wybierano
- 2016 – Cezary Pawlak[29]
- 2017 – Ewa Pilawska[30]
- 2018 – Jolanta Bobińska i Marek Michalik[31]
- 2019 – Konrad Pokutycki[32]
- 2020 – Krzysztof Witkowski

Źródło: lodzianinroku.pl.

## Łodzianka Roku
Od 1995 roku jednocześnie funkcjonował osobny plebiscyt na Łodziankę Roku, organizowany przez „Dziennik Łódzki”, TVP3 i Radio Łódź.

### Laureatki plebiscytu
- 1995 –  Anna Gałdecka[35]
- 1996  – Urszula Gocał[36][37]
- 1999 – Jolanta Chełmińska[38]
- 2000  – Ewa Pilawska[39][40]
- 2001 – Maria Krzemińska-Pakuła[34]
- 2002 – Małgorzata Brzezińska[41]